# Bazoches-sur-Hoëne
Bazoches-sur-Hoëne är en kommun i departementet Orne i regionen Normandie i nordvästra Frankrike. Kommunen ligger i kantonen Bazoches-sur-Hoëne som tillhör arrondissementet Mortagne-au-Perche. År 2022 hade Bazoches-sur-Hoëne 833 invånare.

## Befolkningsutveckling
Antalet invånare i kommunen Bazoches-sur-Hoëne
| Referens: INSEE |